# Ergasilus chautauquaensis
Ergasilus chautauquaensis är en kräftdjursart som beskrevs av Fellows 1887. Ergasilus chautauquaensis ingår i släktet Ergasilus och familjen Ergasilidae. Inga underarter finns listade i Catalogue of Life.